# V del Centaure
V del Centaure  (V Centauri) és un estel variable a la constel·lació de Centaure. Semblant a Zeta dels Bessons (ζ Geminorum) o β Doradus, és una cefeida la lluentor de la qual oscil·la entre magnitud aparent +6,43 i +7,21 en un període de 5,4938 dies. En aquesta classe de variables polsants, existeix una relació, anomenada llei període-lluminositat, que vincula directament la seva magnitud absoluta amb el seu període de pulsació, la qual cosa les converteix en importants candeles estàndard per mesurar distàncies en l'Univers.
V del Centaure és un supergegant groc de tipus espectral mitjà F5Ia —variable entre F5 i G0— amb una temperatura efectiva de ~ 5920 K. Té un radi comprès entre 40 i 45 vegades el radi solar i una massa 5,0 vegades major que la del Sol. Presenta un contingut metàl·lic comparable al solar, i el seu índex de metal·licitat és [Fe/H] = +0,04.
La distància de V del Centaure respecte al sistema solar ha estat estimada en 2.200 ± 68 anys llum.
No obstant això i d'acord amb un altre estudi, la seva pertinença al cúmul obert NGC 5662 —V Centauri és una «cefeida de cúmul» igual que U Sagittarii o S Normae— elevaria la seva distància fins als 2.575 anys llum.